# Magnus Carlsson (illustratör)
För andra betydelser, se Magnus Carlsson.
Lars Johan Magnus Carlsson, född 20 april 1965 i Borgviks församling, Värmlands län, är en svensk regissör, illustratör och animatör.

## Biografi
Carlsson började med professionell animering 1988 och har sedan dess skapat en rad animerade filmer och TV-serier. Bland annat har han skapat De tre vännerna och Jerry (26 halvtimmesavsnitt), som har distribuerats till över 100 länder, och tv-serien Robin med sin huvudkaraktär med samma namn. 
Karaktären Robin återkom 1997 i den animation Carlsson gjorde till gruppen Radioheads låt "Paranoid Android", för vilket han blev nominerad till en rad MTV Video Music Awards. Videon utsågs av tidningen "Rolling Stone" till 19:e bästa musikvideo på deras lista över de 100 bästa musikvideos som någonsin producerats år 2021. Carlsson har gjort den stop motion-animerade filmen Desmond & träskpatraskfällan som hade premiär 19 november 2006. Carlsson är upphovsman till en rad animerade TV-serier med internationell distribution och har visats på TV kanaler som MTV, Fox, HBO, Chanel 4, Nickelodeon, SVT. Benny Brun och hans överläppsfjun hade premiär under sommaren 2014 på Barnkanalen. Tillsammans med Jens Ganman gjorde Carlsson den animerade satiren "Så att det blir rätt" 2018. 
Carlsson arbetar också med reklam, samt drev humorbloggen "Baske mig" på DN.

## Produktioner

### Animerade webb- och TV-serier
- Mr Carlsson (1992)
- Alice i Plasmalandet (1993)
- Sten och Ebbe (1993)
- Min åsikt (1994)
- Lennart (1995)
- Robin (1996)
- Lisa (1998)
- De tre vännerna och Jerry (1998)
- Da Möb (2002)
- Desmond 2006
- Baske mig 2009

- Benny Brun och hans överläppsfjun (2014)

### Animerade filmer
- The Jazz-gallery  (1992)
- Sverige (1996)
- Desmonds trashade äppelträd (2004)
- Desmond & träskpatraskfällan (2006)
- Benny Brun bio vers (2014)
- Så att det blir rätt (2018)

### Böcker
- Lisa får en barnvakt (1997)
- Robin (1997)
- Lisa hos tandläkaren (2000)
- Lisa på maskerad (2000)
- De tre vännerna …och Jerry - VM i Tvärnit (2000)
- De tre vännerna …och Jerry - Kusinen från landet (2000)
- De tre vännerna…och Jerry - Naken spaning (2000)
- Benny Brun och hans överläpsfjun - Rullatorn (2014)
- Benny Brun och hans överläppsfjun - Bäbis (2015)

### Musik
- Hosted by Robin:[6]
- Lisa musik till TV-serie
- Robin musik till TV-serie
- Desmond och träskpatrasklåtar [7]
- Desmond och träskpatraskfällan musik till TV-serie
- Pomos Piano musik till TV-serie (4 låtar)[8]